# Elezioni parlamentari in Ungheria del 2010
Le elezioni parlamentari in Ungheria del 2010 si tennero l'11 aprile (primo turno) e il 25 aprile (secondo turno) per il rinnovo dell'Assemblea nazionale. In seguito all'esito elettorale, Viktor Orbán, espressione di Fidesz, divenne Primo ministro, nell'ambito di un governo di coalizione col Partito Popolare Cristiano Democratico.

## Risultati
| Liste                                | Risultati di lista | Risultati di lista | Risultati di lista | Seggi collegi | Seggi collegi | Seggi nazionali | Totale seggi |
| Liste                                | Voti               | %                  | Seggi              | 1º turno      | 2º turno      | Seggi nazionali | Totale seggi |
| ------------------------------------ | ------------------ | ------------------ | ------------------ | ------------- | ------------- | --------------- | ------------ |
| Fidesz - KDNP                        | 2.706.292          | 52,73              | 87                 | 119           | 54 a          | 3               | 263          |
| Partito Socialista Ungherese         | 990.428            | 19,30              | 28                 | -             | 2             | 29              | 59           |
| Movimento per un'Ungheria Migliore   | 855.436            | 16,67              | 26                 | -             | -             | 21              | 47           |
| La Politica può essere Diversa       | 383.876            | 7,48               | 5                  | -             | -             | 11              | 16           |
| Forum Democratico Ungherese          | 136.895            | 2,67               | -                  | -             | -             | -               | -            |
| Movimento Civile                     | 45.863             | 0,89               | -                  | -             | -             | -               | -            |
| Partito Operaio Ungherese            | 5.606              | 0,11               | -                  | -             | -             | -               | -            |
| Partito Socialdemocratico d'Ungheria | 4.117              | 0,08               | -                  | -             | -             | -               | -            |
| Partito dell'Unità                   | 2.732              | 0,05               | -                  | -             | -             | -               | -            |
| Partito Ungherese Giustizia e Vita   | 1.286              | 0,03               | -                  | -             | -             | -               | -            |
| Altri                                | -                  | -                  | -                  | -             | 1             | -               | 1            |
| Totale                               | 5.132.531          |                    | 146                | 119           | 57            | 64              | 386          |

- a Compreso un seggio ottenuto dalla coalizione Fidesz - KDNP - Vállalkozók Pártja.